# Aerion AS2

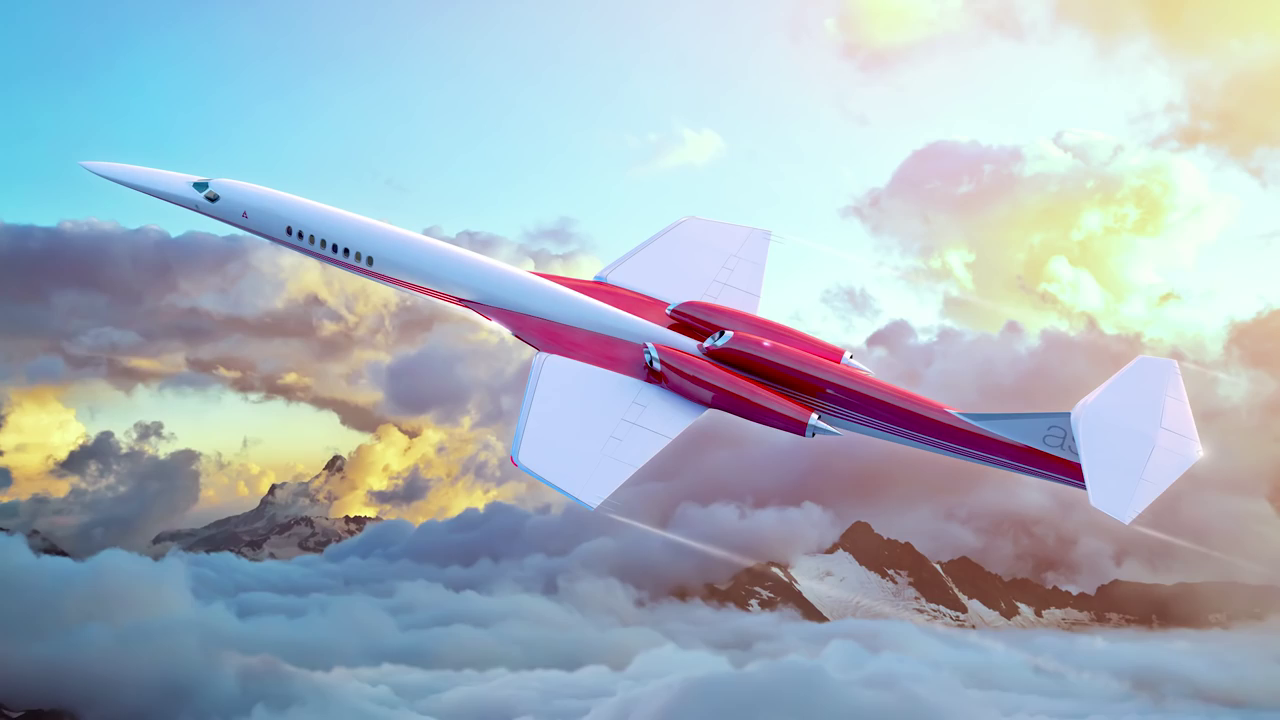
Présentation digitale de l'Aerion AS2.

L’Aerion AS2 est un avion d'affaires supersonique en développement par le constructeur américain Aerion Corporation de 2014 jusqu'à l'annonce de l'arrêt de ses activités le 21 mai 2021.

## Historique
L'Aerion AS2 a été annoncé en mai 2014, comme une plus grande refonte du projet de l'Aerion SBJ développé depuis la fondation de l'entreprise en 2003 , visant une introduction après une période de développement de 7 ans. Aerion s'est initialement associé à Airbus sur le projet en septembre 2014. En décembre 2017, Airbus a été remplacé comme partenaire par Lockheed Martin. Son moteur General Electric Affinity pour l'AS2 a été dévoilé en octobre 2018. En février 2019, Boeing a remplacé Lockheed Martin en tant que partenaire.
L'avion de 12 passagers visait Mach 1,4 avec une aile à flux laminaire naturel supersonique pour une portée minimale projetée de 8 800 km,,.
Un coût de développement de 4 milliards de dollars était prévu, pour un marché de 300 avions sur 10 ans et de 500 avions au total, à 120 millions de dollars chacun. Un examen préliminaire de la conception a été retardé jusqu'en 2021 en raison de la pandémie de COVID-19. Aerion avait projeté un marché de 40 milliards de dollars pour l'AS2 avec un carnet de commandes de 3,18 milliards de dollars de sociétés telles que Flexjet et des discussions pour des commandes évaluées à 6,2 milliards de dollars supplémentaires.
Début mai 2021, le constructeur annonce viser pour ses avions des vitesses allant de Mach 3 à Mach 5 (soit plus de 6 000km/h) avec une autonomie de 13 000 kilomètres. Le premier vol de la version commerciale était programmé pour 2024 et la mise sur le marché pour 2026. 
L'entreprise annonce brutalement mettre fin à ses activités le 21 mai 2021.